# 林德格伦氧化反应
Lindgren氧化反应（Lindgren oxidation），以 Bengt O. Lindgren 的名字命名。
一种将醛氧化为相应的羧酸的方法。
反应以含有溶剂混合物的水为介质，以亚氯酸钠为氧化剂，在酸性条件下（pH 3–5）进行。 一般需要将反应中产生的次氯酸根离子去除，以避免副反应的发生。可以使用氨基磺酸-间苯二酚或双氧水作为去除次氯酸根离子的试剂。